# 3370 Косай
3370 Косай (3370 Kohsai) — астероїд головного поясу, відкритий 4 лютого 1934 року.
Тіссеранів параметр щодо Юпітера — 3,636.
Названо на честь астронома Косай (яп. こうさい(香西) ко:сай).